# Most Ad Halom
Most Ad Halom (hebr. גשר עד הלום; pol. Most aż do tutaj) – most na rzece Lachisz, we wschodniej części miasta Aszdod w Izraelu.

## Historia
Pierwszy most Ad Halom pochodził z czasów Cesarstwa rzymskiego. Został odbudowany na starych fundamentach pod koniec XIX wieku przez Imperium osmańskie. W latach 20. XX wieku brytyjskie władze Mandatu Palestyny wybudowały nadbrzeżną linię kolejową łączącą Egipt z Libanem. Obok mostu drogowego dobudowano wówczas drugi most kolejowy. Podczas arabskich rozruchów w latach 1936–1939 Brytyjczycy ze względów bezpieczeństwa wybudowali przy mostach bunkier.
Pod koniec Wojny domowej w Mandacie Palestyny żołnierze żydowskiej organizacji paramilitarnej Hagana wysadzili mosty 12 maja 1948. Z punktu widzenia bezpieczeństwa państwa żydowskiego wysadzenie mostów było niezbędne, ponieważ utrudniało natarcie wojsk egipskich z południa.
Na początku Wojny o niepodległość izraelskie oddziały przeprowadziły w tym rejonie Operację Filistia (29 maja – 3 czerwca 1948 roku), podczas której powstrzymano natarcie egipskiej kolumny zmechanizowanej liczącej około 2–3 tys. żołnierzy i około 1,3 tys. pojazdów, w tym czołgów, bojowych wozów opancerzonych i artylerii.
29 maja 1948 roku tutaj został przeprowadzony pierwszy izraelski nalot przez cztery myśliwce Avia S-199, które zostały do Izraela przetransportowane z Czechosłowacji w ramach Operacji Balak. Chociaż Izraelczycy ponieśli klęskę nie realizując głównych założeń taktycznych Operacji Filistia, to jednak osiągnęli strategiczne zwycięstwo zmuszając Egipcjan do rezygnacji z działań ofensywnych i zajęcie pozycji obronnych. Spowolniło to egipskie natarcie, które nie było już realizowane w kierunku północnym na Tel Awiw. Most Ad Halom i sąsiednia wioska Isdud były najdalej wysuniętymi na północ punktami osiągniętymi przez egipską armię (Ad Halom = Aż do tutaj). Większość mieszkańców pobliskiego arabskiego miasteczka Jawne zaraz po zakończeniu walk opuściła swoje domy i uciekła na południe, za egipską linię frontu. Wynikiem bitwy było ustalenie linii frontu na Isdud i moście Ad Halom.
Po wojnie mosty został odbudowane i zmodernizowane.

## Pomniki
Po podpisaniu w 1979 roku Traktatu pokojowego izraelsko-egipskiego strony ustaliły, że przy moście Ad Halom zostanie wystawiony pomnik upamiętniający egipskich żołnierzy poległych podczas wojny 1948 roku. Tuż obok znajduje się pomnik poległych izraelskich żołnierzy. Jako pamiątkę zachowano dwa bunkry, które odegrały kluczową rolę podczas bitwy w Ad Halom.
W 2010 roku w rejonie mostu rozpoczęto sadzenie tysiąca drzew. Planowane jest utworzenie parku krajobrazowego rzeki Lachisz.

## Komunikacja
Obecnie przez most kolejowy przechodzi linia kolejowa Binjamina-Giwat Ada-Netanja-Tel Awiw-Rechowot-Aszkelon. Natomiast przez most drogowy przechodzi czteropasmowa droga ekspresowa nr 4.
Na południe od mostu znajduje się stacja kolejowa Aszdod.